# Island Games 1985
Gli Inter-Island Games 1985 (it. Giochi delle Isole 1985), prima edizione dei Giochi, si svolsero sull'Isola di Man dal 18 al 24 luglio 1985.

## I Giochi

### Paesi partecipanti
- Isole Åland
- Fær Øer
- Frøya
- Gotland
- Guernsey
- Hitra
- Islanda
- Isola di Man
- Isola di Wight
- Jersey
- Malta
- Isole Orcadi
- Isole Shetland
- Sant'Elena, Ascensione e Tristan da Cunha
- Anglesey/Ynys Môn

### Sport
| Disciplina        | Maschile | Femminile | Misti | Totali |
| ----------------- | -------- | --------- | ----- | ------ |
| Atletica leggera  | 17       | 13        |       | 30     |
| Badminton         | 2        | 2         | 2     | 4      |
| Ciclismo          | 2        |           |       | 2      |
| Calcio a 5        | 1        |           |       | 1      |
| Nuoto             | 9        | 9         |       | 18     |
| Pallavolo         | 1        | 1         |       | 2      |
| Tiro a segno/volo | 12       |           |       | 12     |
| Totale (7 sport)  | 44       | 25        | 2     | 71     |

### Medagliere
| #      | Nazione                                   | Oro | Argento | Bronzo | Totale |
| ------ | ----------------------------------------- | --- | ------- | ------ | ------ |
| 1      | Isola di Man                              | 25  | 20      | 25     | 70     |
| 2      | Guernsey                                  | 13  | 8       | 16     | 37     |
| 3      | Isole Åland                               | 9   | 2       | 4      | 15     |
| 4      | Jersey                                    | 8   | 12      | 2      | 22     |
| 5      | Isola di Wight                            | 8   | 9       | 9      | 26     |
| 6      | Gotland                                   | 3   | 8       | 2      | 13     |
| 7      | Isole Orcadi                              | 3   | 8       | 2      | 15     |
| 8      | Islanda                                   | 3   | 1       | 3      | 7      |
| 9      | Frøya                                     | 1   | 1       | 2      | 4      |
| 10     | Fær Øer                                   | 0   | 2       | 1      | 3      |
| 11     | Ynys Môn/Anglesey                         | 0   | 1       | 1      | 2      |
| 12     | Malta                                     | 0   | 1       | 0      | 1      |
| 13     | Isole Shetland                            | 0   | 0       | 4      | 4      |
| 14     | Sant'Elena, Ascensione e Tristan da Cunha | 0   | 0       | 1      | 1      |
| 15     | Hitra                                     | 0   | 0       | 0      | 0      |
| Totale | Totale                                    | 73  | 73      | 72     | 218    |